# Dominique Perrier (compositeur)
Pour la cinéaste française, voir Dominique Perrier (réalisatrice).
 (mai 2021).
Si vous disposez d'ouvrages ou d'articles de référence ou si vous connaissez des sites web de qualité traitant du thème abordé ici, merci de compléter l'article en donnant les références utiles à sa vérifiabilité et en les liant à la section « Notes et références ».
Dominique Perrier, né le 16 février 1948 à Champillon (Marne) et mort le 4 octobre 2023 à Rambouillet (Yvelines), est un musicien, compositeur, arrangeur et interprète  français de musique électronique.
Compagnon de scène et de studio de Jean-Michel Jarre pendant très longtemps, il figure également dans des projets personnels, les groupes Space Art et Stone Age.

## Biographie
Après avoir commencé par pratiquer le violoncelle, Dominique Perrier adopte définitivement le piano et l'orgue. Musicien entre autres pour Michel Fugain, Alain Bashung, Il était une fois, F. R. David, les Gipsy Kings, Louis Chedid, Gilbert Bécaud, etc., il a aussi été membre de plusieurs groupes éphémères dont Jupiter Sunset (avec le tube Back in the sun), Time Machine, Cockpit, Bahamas et Paris France Transit.
Il rencontre Jean-Michel Jarre en 1973, durant l'enregistrement de l'album Les Paradis perdus de Christophe pour lequel Jarre a écrit les paroles. Dominique Perrier joue alors des claviers (par exemple l'Eminent sur Les Mots bleus). Doté d'une solide culture musicale et d'une grande expérience de la musique électronique, il intervient dans les projets de Jarre à partir de 1981 et les concerts en Chine. Sur scène, ainsi qu'en studio pour la production de certains albums, il est notamment chargé d'effectuer des solos au synthétiseur.
En 1976, il fonde le groupe de musique électronique Space Art en compagnie du batteur Roger Rizzitelli.
En 1983, il compose la plupart des musiques du spectacle solo d'Annie Girardot "Marguerite et les autres" qui se joue au Théâtre Montparnasse à Paris.
En 1992, sous le pseudonyme de Terracota, il devient un membre du groupe breton Stone Age qui mêle la musique celtique à l'électronique.
Il a aussi composé la musique du film Les gens honnêtes vivent en France réalisé par Bob Decout.
Il a été le conjoint de Janet Woollacott jusqu'à la mort de cette dernière, en 2011.
Il meurt le 4 octobre 2023 à Rambouillet dans les Yvelines des suites d’une « longue maladie », quelques semaines après la sortie du dernier album de son groupe Space Art (Personal Duty, publié en juillet 2023).

## Discographie et prestations sélectives

### Space Art
- Space Art (1977)
- Trip In The Head Center (1979)
- Play Back (1980)
- Dominique Perrier Project - Space Art Tribute (2012)
- Entrevues (2020)
- Personal Duty (2023)

### Christophe
- Les Paradis perdus (1973)
- Les Mots bleus (1974)
- Samouraï (1976)
- Pas vu, pas pris (1980)

### Jean-Michel Jarre
- Les Concerts en Chine (concerts et album) (1981)
- Rendez-Vous (1986)
- Concert de Houston (1986)
- Révolutions (1988)
- Destination Docklands (concerts et album) (1988)
- En Attendant Cousteau (1990)
- Concert de Paris la Défense (1990)
- Chronologie (1993)
- Tournée Europe en Concert (1993)
- Concert à Moscou (1997)
- Oxygène 30th anniversary edition - Live in your living room (DVD vidéo) (2007)
- Oxygène tour (concerts) (2008 & 2009)

### Stone Age
- Stone Age (L'Enchanteur) (1994)
- Les Chronovoyageurs (1997)
- Promessa (2000)
- Totems d'Armorique (2007)

### Autres
- La Rage au poing (1974) - B.O. du film (avec Éric Demarsan)
- Musiques de presque tous les titres de la pièce "Marguerite et les autres" (Annie Girardot) au Théâtre Montparnasse (1983) (titres à retrouver en partie sur le 33 tours Tréma 310.150)
- Les gens honnêtes vivent en France (2005) - B.O. du film